# 克羅列韋茨區

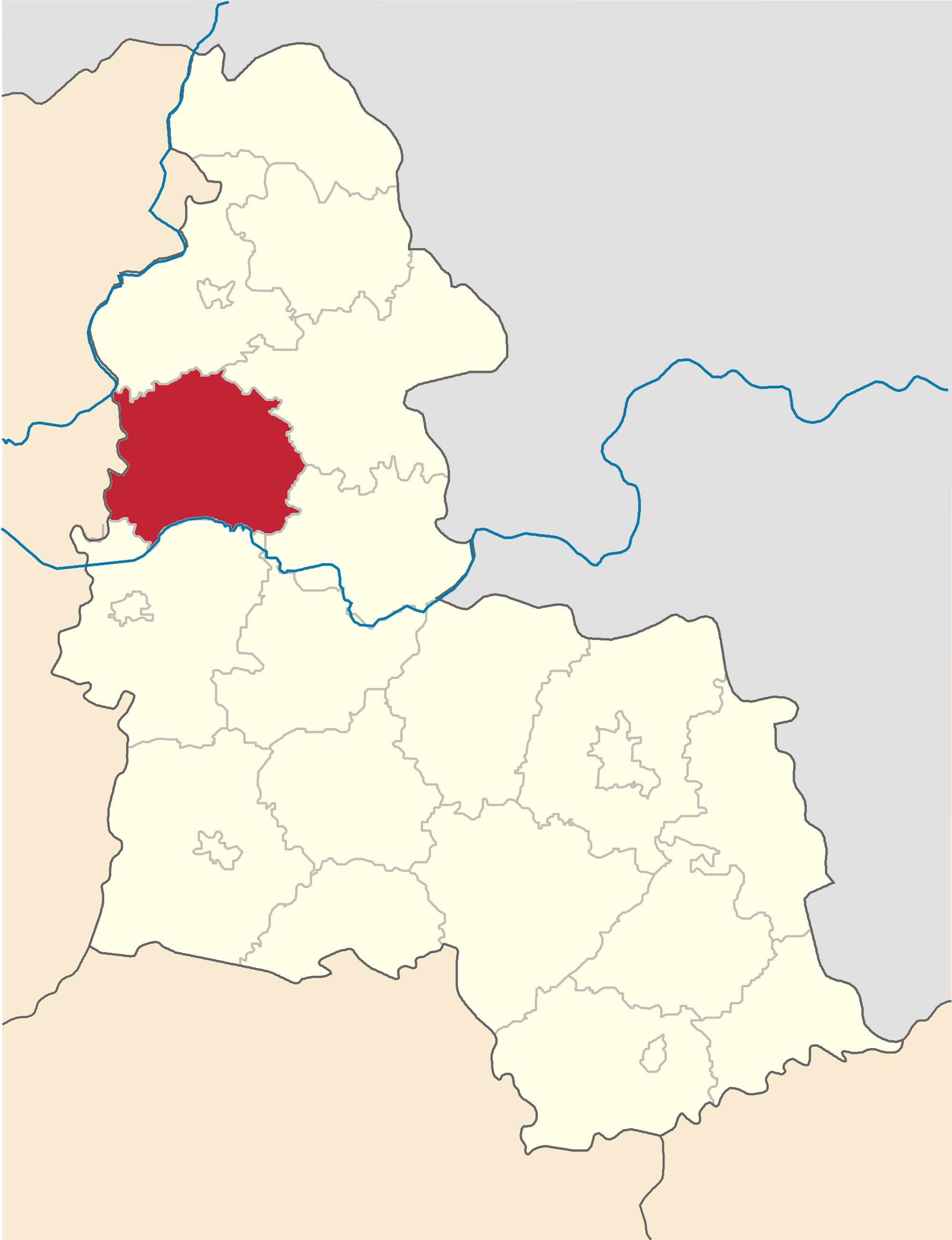
撤销前克罗列韦茨區在苏梅州的位置

克罗列韦茨区（烏克蘭語：Кролевецький район）曾是烏克蘭東北部蘇梅州的一個區，行政中心設於克罗列韦茨，面積1,284平方公里，2016年人口38,358，人口密度每平方公里29.9人。
该区在2020年7月18日的乌克兰行政区划改革中被撤销，改革后蘇梅州下分为5个区。